# 마르셰 로켓

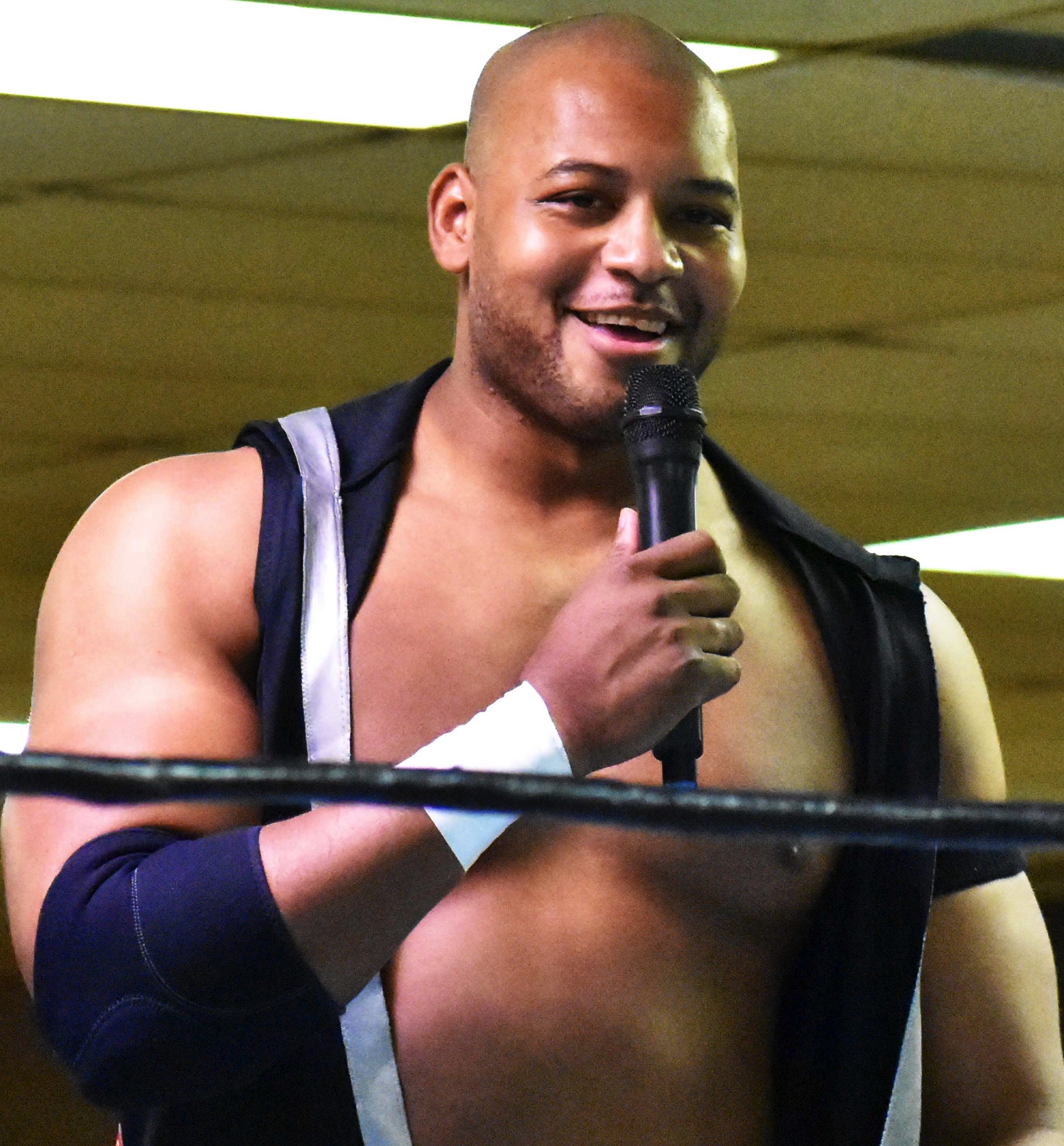

마르셰 로켓(Marshe Rockett)는 미국의 프로레슬링 선수이다. 인디 단체에서 활약하다가 2016년 3월 TNA로 이적한다.